# Helena Johanna van Lunteren-Hansen
Helena Johanna van Lunteren–Hansen (Dordrecht, 1 mei 1883 – Den Haag, 29 maart 1965) was een Nederlands pianiste.
Ze was dochter van courantier Hendrik Nicolaas Hansen en Henriette Johanna Lobatto. Ze huwde in 1909 met spoorwegambtenaar en recensent van het Utrechtsch Dagblad maar latere jurist Samuel Adrianus van Lunteren, tijdens de oorlog lid van de Hoge Raad. 
Ze kreeg haar opleiding aan het Utrechtse muziekschool van Lucie Veerman-Bakker en Johan Wagenaar. Daarna volgde nog een studie in Berlijn bij mevrouw E. Engelmann-Brandes. Ze trad vervolgens als soliste op met name in Utrecht en omgeving, veelal met het Utrechts Stedelijk Orkest. Ze gaf echter ook optredens in 's Hertogenbosch en Groningen, bijvoorbeeld onder leiding van Peter van Anrooy. Vanaf 1908 was ze als pianodocente verbonden aan eerder genoemd conservatorium. Naast soliste was ze ook begeleidster, zoals van zangeres Martine Dhont (duo Dhont-van Lunteren), die ze op genoemd conservatorium had ontmoet. Ze had in de hoedanigheid van docent ook zitting in de Commissie Staatsexamens voor muziek. In 1942 nam ze afscheid van het Utrechts conservatorium vanwege een verhuizing naar Den Haag.
Een van haar leerlingen was Willem Pijper; hij droeg zijn Orkeststuk voor piano en orkest uit 1915 aan haar op.
- Gemeinsame Normdatei: 1158262981
- Nationale en Universitaire bibliotheek Zagreb: 000486423
- Nederlandse Thesaurus van Auteursnamen: 070214476
- Virtual International Authority File: 311362471